# Porricondyla citrina
Porricondyla citrina är en tvåvingeart som först beskrevs av Jean-Jacques Kieffer 1894.  Porricondyla citrina ingår i släktet Porricondyla och familjen gallmyggor.
Artens utbredningsområde är Frankrike. Inga underarter finns listade i Catalogue of Life.